# (7593) Cernuschi
(7591) Cernuschi es un asteroide perteneciente al cinturón de asteroides, descubierto el 21 de noviembre de 1992 por la astrónoma Eleanor F. Helin en el Observatorio Palomar. 

## Designación y nombre
Designado provisionalmente como 1992 WP4. En 2021 fue nombrado Cernuschi, en honor al científico uruguayo Félix Cernuschi.